# Merete Bonde Pilgaard
Merete Bonde Pilgaard (født 1971 i Vendsyssel) er en dansk sygeplejerske og sundhedskonsulent, der stiftede bevægelsen Venligboerne i juni 2013.

## Tidlige liv
Bonde Pilgaard er opvokset i Hørby i Vendsyssel, hvor forældrene, Finn og Emmy Jacobsen, grundlagde Hørby Ungdomsskole. Bonde Pilgaard boede på ungdomsskolen, indtil hun var 8 år gammel. Herefter flyttede familien til et hus tæt på skolen.
Merete tog studentereksamen fra Dronninglund Gymnasium. Efter et sabbatår i Australien besluttede hun at læse til sygeplejerske.
På lungemedicinsk afdeling i Hjørring fandt hun ud af, at hun ønskede at hjælpe, inden patienterne endte på sygehuset og havde behov for behandling.

## Inspiration til Venligboerne
Merete Bonde Pilgaard fik arbejde som sundhedskonsulent i Hjørring kommune, hvor hun arbejdede med langtidssyge og forskellige sundhedsprojekter i kommunen.
Et af projekterne handlede om ét bestemt boligområde, hvor borgerne var markant mindre sunde end i resten af byen.
Merete Bonde Pilgaard opdagede, at et øget fokus på venlighed blandt beboerne gav bedre trivsel og øgede motivationen for tilmelding på rygestopkurser og motionshold.
Merete Bonde Pilgaard stiftede 	Venligboerne i juni 2013 med et simpelt formål: ”Mød verden med venlighed”.

## Venligboerne og flygningekrisen
I efteråret 2014 ankom omkring 500 asylsøgere til området og i den forbindelse opfordrede Merete Bonde Pilgaard Venligboerne til at tilbyde deres hjælp. Dette førte til en undergruppe af venligboerne med fokus på flygtningehjælp.
I 2015 toppede flygtningekrisen og der var især fokus på en gruppe på omkring 300 flygtninge, der kom vandrende op ad den sønderjyske motorvej. Herefter fik venligboerne på en enkelt nat 5000 nye medlemmer, og bevægelsen blev synonym med hjælp til flygtninge.
Men midt i en ophedet politisk debat blev det svært at holde fast i gruppens oprindelige formål om at møde verden med venlighed og bevægelsen blev præget af intern uro og opsplitning.
Den 13. september 2018 valgte Merete Bonde Pilgaard at trække sig fra bevægelsen, fordi bevægelsen havde taget en politisk drejning.
I 2018 havde organisationen over 150.000 medlemmer verden over.

## Priser
- Årets Fantastiske Frivillige, 2015, uddelt af Coop og Samvirke[4]
- Døssingprisen 2016, bibliotekarforbundet[5]
- Årets nordjyde, 2018, uddelt af TV2 Nord[6]